# Ižakovci
Ižakovci é uma vila localizada no município de Beltinci na Eslovênia. Possuía uma população estimada de 770 habitantes em 2020.